# Virginal

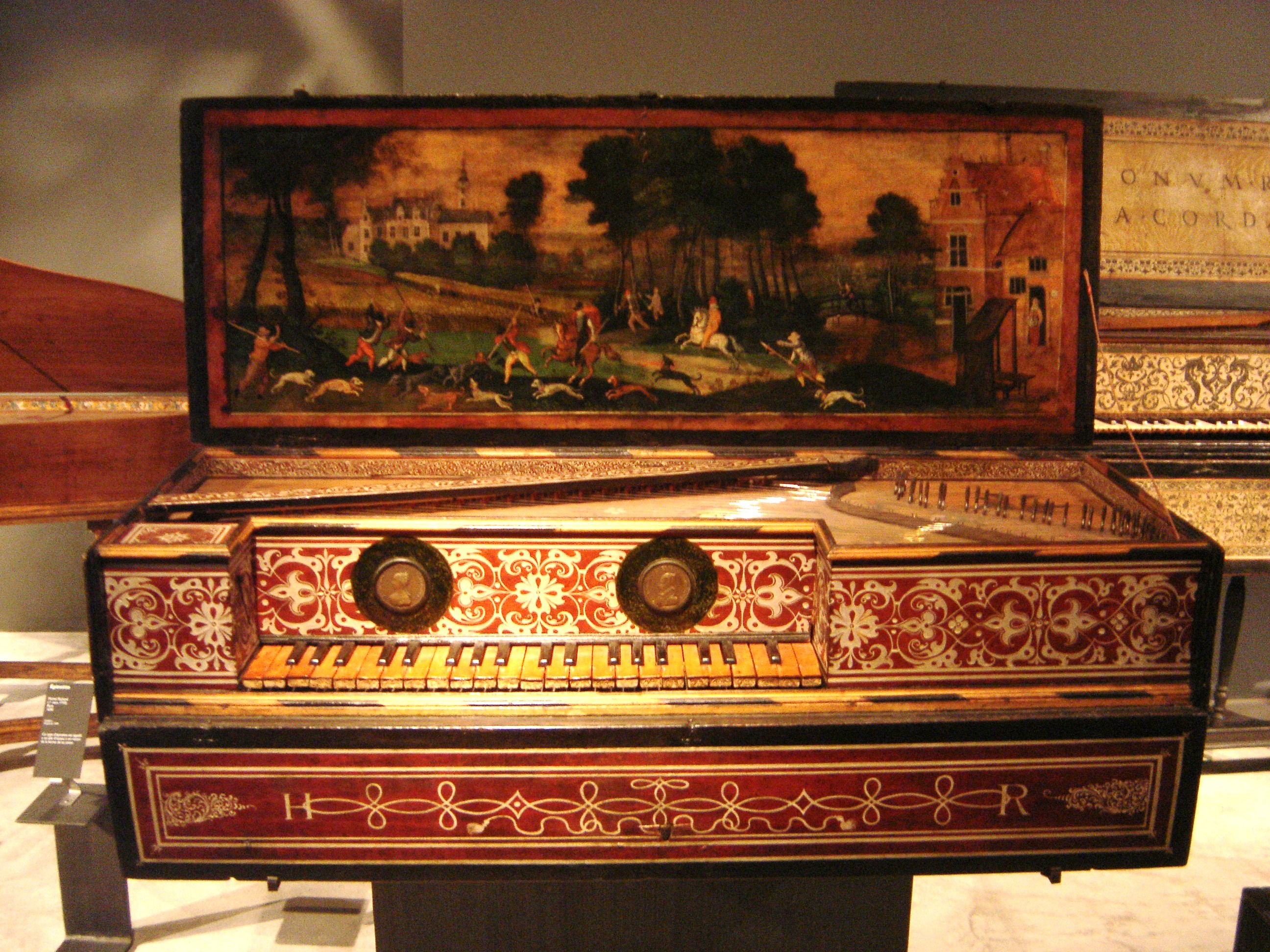

Virginal é um instrumento musical de cordas, da família do cravo. Constitui-se de um conjunto de cordas dispostas em uma caixa de ressonância de modo que cada corda produz uma única nota. A execução é feita por pinçamento através de um teclado.
O virginal é a mais simples variação do cravo. Possui uma caixa pequena e retangular, diferentemente dos cravos modernos que possuem caixa grande e triangular. As cordas (uma para cada nota) são montadas paralelamente ao teclado, sobre o lado mais longo da caixa. Possui um único teclado e em geral apenas um plectro por corda. A origem do nome é obscura. Na Inglaterra Elizabetana a palavra virginal era usada para designar qualquer tipo de cravo. Assim, as obras de William Byrd e seus contemporâneos eram tocadas em cravos de estilo italiano e não em virginais como são chamados hoje.